# Mitcham and Morden (circonscription britannique)
Circonscription parlementaire de la Chambre des communes
La circonscription de Mitcham et Morden est une circonscription électorale anglaise située dans le Grand Londres, représentée à la Chambre des communes du Parlement britannique depuis 1997 par Siobhain McDonagh du Parti travailliste.

## Géographie
La circonscription comprend :
- La partie est du borough londonien de Merton
- Les quartiers de Tooting, Mitcham et St Helier

## Députés
Les Members of Parliament (MPs) de la circonscription sont :
| Législature                                              | Années       | Député | Député             | Parti            |
| -------------------------------------------------------- | ------------ | ------ | ------------------ | ---------------- |
| Mitcham and Morden issue de Mitcham et Merton and Morden |              |        |                    |                  |
| 46e                                                      | 1974–1974    |        | Bruce Douglas-Mann | Travailliste     |
| 47e                                                      | 1974–1979    |        | Bruce Douglas-Mann | Travailliste     |
| 48e                                                      | 1979–1981    |        | Bruce Douglas-Mann | Travailliste     |
| 48e                                                      | 1981-1983    |        | Bruce Douglas-Mann | Social-démocrate |
| 48e                                                      | 1982-1983    |        | Angela Rumbold     | Conservateur     |
| 49e                                                      | 1983–1987    |        | Angela Rumbold     | Conservateur     |
| 50e                                                      | 1987–1992    |        | Angela Rumbold     | Conservateur     |
| 51e                                                      | 1992–1997    |        | Angela Rumbold     | Conservateur     |
| 52e                                                      | 1997–2001    |        | Siobhain McDonagh  | Travailliste     |
| 53e                                                      | 2001–2005    |        | Siobhain McDonagh  | Travailliste     |
| 54e                                                      | 2005–2010    |        | Siobhain McDonagh  | Travailliste     |
| 55e                                                      | 2010–2015    |        | Siobhain McDonagh  | Travailliste     |
| 56e                                                      | 2015–2017    |        | Siobhain McDonagh  | Travailliste     |
| 57e                                                      | 2017–2019    |        | Siobhain McDonagh  | Travailliste     |
| 58e                                                      | 2019–Présent |        | Siobhain McDonagh  | Travailliste     |

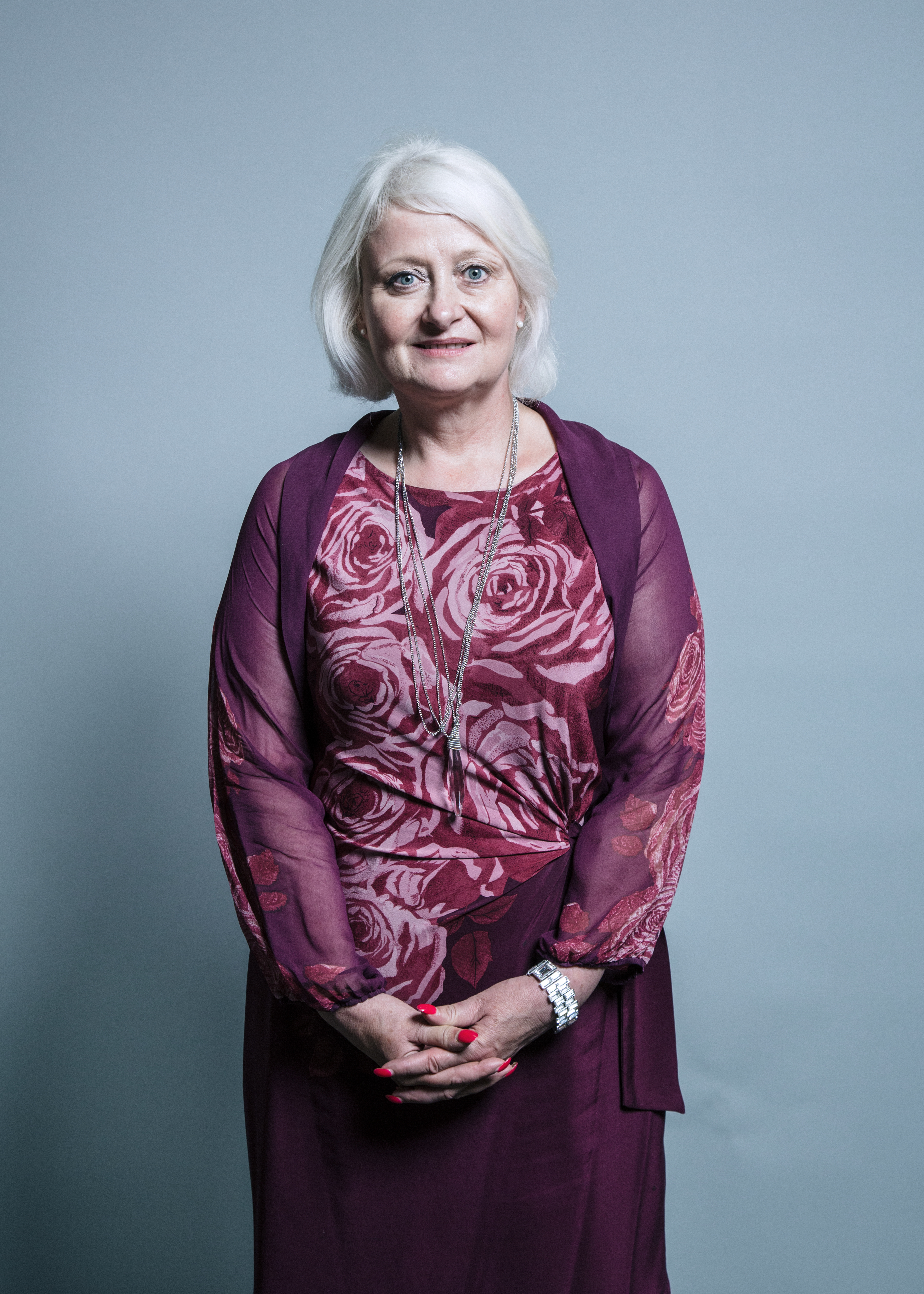
Siobhain McDonagh (1997-Présent)